# Hoplopleura erismata
Hoplopleura erismata – gatunek wszy z rodziny Hoplopleuridae, pasożytujący głównie na Callosciurus finlaysonii należącym do rodziny wiewiórkowatych. Pasożytuje również na: Callosciurus caniceps, Callosciurus erythraeus, Callosciurus inornatus, Callosciurus nigovittatus, Callosciurus pygerythrus. Powoduje wszawicę.
Wszy te mają ciało silnie spłaszczone grzbietowo-brzusznie. Samica składa jaja zwane gnidami, które są mocowane specjalnym "cementem" u nasady włosa. Rozwój osobniczy trwa po wykluciu się z jaja około 14 dni. Pasożytuje na skórze. Występuje na terenie Azji.